# Melbourne (Iowa)
Melbourne város az Amerikai Egyesült Államok Iowa államában, Marshall megyében. Lakosainak száma 786 fő (2020. április 1.).

## Népesség
A település népességének változása:

| 2010 | 830 |
| 2020 | 786 |